# Портрет (песня)
«Портрет» — песня, написанная российской певицей МакSим. Композиция вошла в третий студийный альбом певицы Одиночка. Среди поклонников певицы появлялась информация, что песня станет синглом с альбома и на неё будет снят видеоклип, но позже, МакSим опровергла эту информацию. Композиция была особо отмечена критиками, как одна из лучших песен на альбоме.

## История создания
Музыка и лирика песни были написаны МакSим самостоятельно. В видео, выложенном на официальном сайте певицы, где она отвечает на вопросы фанатов, МакSим говорила, что песня была написана о её близком человеке, который умер. Во время онлайн-конференции на сайте Муз-ТВ, исполнительница рассказала, что это была: «Самая сложная песня — комок эмоций. Пришлось потерять близких людей за последние 2 года, а рассказать что чувствуешь нет возможности». Также она добавила, что не хочет снимать видеоклип на данную песню.

### Музыка и лирика
Музыкально, композиция представляет собой синти-поп балладу. Во вступление песни, которое Алексей Мажаев из «Intermedia.ru» назвал «вкрадчивым», и куплетах песни используются элементы стилей эмбиент и трип-хопа, а припев является вполне типичным для творчества МакSим.
Стихи песни, по мнению Дениса Ступникова, из «Km.ru», представляют собой «мастерски сделанную эпитафию». Борис Барабанов, из газеты «Коммерсантъ», посчитал лирику композиции выполненной «вполне живым языком» и привёл пример из строчек песни: «Отдайте мне этот портрет и линию жизни до запястья сотрите. Мне вовсе не нужен совет. Нет, я не курю. А хотя… Угостите!».

## Критика
На сайте проекта «МирМэджи» дали позитивную оценку песни. В издании пишут, что песня «наверное, не случайно идёт второй по счёту» и что она «имеет все шансы стать новым хитом». На сайте также отметили, что помочь этому должна «лёгкая, слегка амбиентная, поп-рок лирика» песни, которая «очарует многих». Также критики назвали песню одной из самых экспериментальных на альбоме. Гуру Кен пишет, что при всей экспериментальности альбома, именно песня «Портрет» «никак не соотносится с „девочковым“ розовым колоритом поп-звезды МакSим». Алексей Мажаев также отметил, что эксперименты на альбоме начинаются именно с этой композиции.

## Участники записи
- МакSим — автор, вокал
- Анатолий Стельмачёнок — сведение
- Кирилл Антоненко — клавишные
- Евгений Модестов — гитара
- Стас Грошев — бас-гитара
- Валентин Тарасов — ударные